# میکروسکوپ نور قطبیده
میکروسکوپ نور قطبیده (میکروسکوپ نور پلاریزه، Polarized light microscopy) روشی از مجموعه تکنیک‌های میکروسکوپ نوری است که از نور قطبی‌شده در آن استفاده می‌شود. روش‌های ساده شامل روشن کردن نمونه با نور قطبی‌شده است که نور مستقیماً از نمونه عبور می‌کند. این نور قطبی شده می‌تواند با یک فیلتر پلاریزر (Polarizer Filter) با یک زاویه ۹۰ درجه نسبت به جهت روشنایی مسدود شود. روش‌های پیشرفته‌تر شامل میکروسکوپ کنتراست تداخل دیفرانسیل و میکروسکوپ بازتاب تداخلی هستند. دانشمندان معمولاً از ابزاری به نام "صفحه پلاریزه"(polarizing plate) برای تبدیل نور معمولی به نور قطبی‌شده بهره می‌برند.

## نور قطبیده

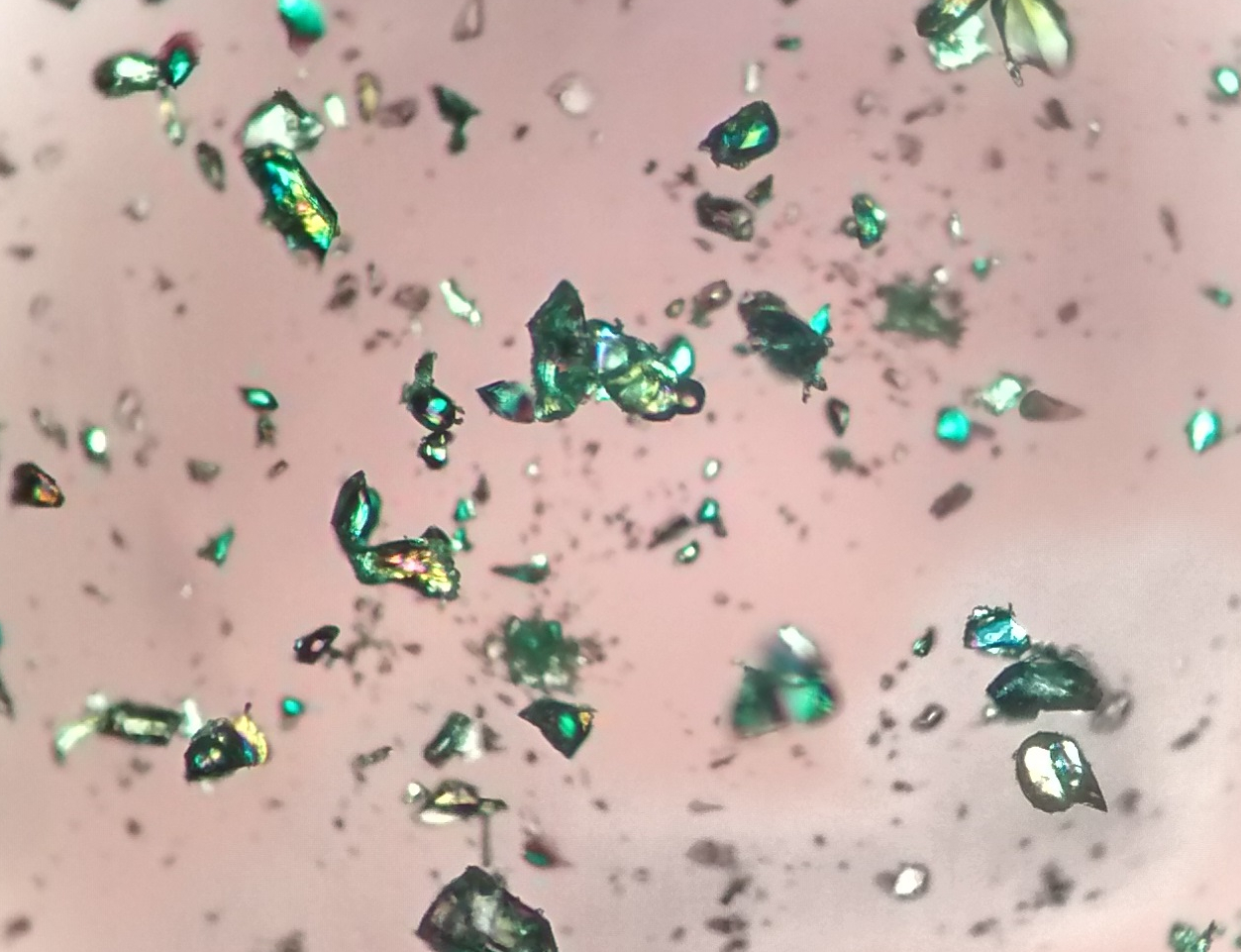
بلور‌های نمک زیر میکروسکوپ نور قطبیده

گلوکز زیر میکروسکوپ نور قطبیده

نور قطبیده (polarized light) یک تکنیک تقویت کنتراست است که کیفیت تصویر به‌دست‌آمده از مواد ناهمسان‌گرد را در مقایسه با روش‌های دیگری مانند روشنایی میدان تاریک و روشن، کنتراست تداخل دیفرانسیل، کنتراست فاز، کنتراست مدولاسیون هافمن و فلورسانس بهبود می‌بخشد. میکروسکوپ‌های نوری قطبیده به دلیل حساسیت بالای خود می‌توانند برای بررسی‌های کیفی و کمی طیف وسیعی از نمونه‌های ناهمسان‌گرد مورد استفاده قرار گیرند. میکروسکوپ نوری قطبیده برای مطالعات کیفی از مواد ناهمسان‌گرد بسیار محبوب است. در مقابل، جنبه‌های کمی میکروسکوپی با نور قطبیده که عمدتاً در بلورنگاری (crystallographic) به‌کار می‌روند. معمولاً میکروسکوپ نور قطبیده در مطالعات و تحقیقات زمین‌شناسان، کانی‌شناسان و شیمی‌دانان مورد استفاده قرار می‌گیرد.
میکروسکوپ نوری قطبیده برای مشاهده و تصویربرداری از نمونه‌های ناهمسان‌گرد نوری مورد استفاده قرار می‌گیرد. در این میکروسکوپ، یک قطبی‌کننده(polarizer) قبل از نمونه و یک تحلیل‌کننده(analyzer) در مسیر نوری بین دیافراگم قبل شئ و لنز مشاهده قرار می‌گیرد. این میکروسکوپ با استفاده از برهم‌کنش نور قطبی‌شده با نمونه‌های ناهمسان‌گرد، کنتراست تصویری ایجاد می‌کند. پس از عبور نور قطبی‌شده از نمونه، اجزای نور از فاز خارج می‌شوند و هنگام عبور از تحلیل‌کننده با یکدیگر تداخل کرده و تصویر ایجاد می‌کنند.
استفاده از روش نور قطبیده اطلاعاتی درباره رنگ جذب و مرزهای نوری بین مواد با ضریب شکست متفاوت را نیز ارائه می‌دهد. همچنین می‌تواند بین مواد همسان‌گرد (isotropic) (مانند گازها و کریستال‌های مکعبی) و ناهمسان‌گرد (anisotropic) ( بیشتر جامدات را شامل می‎شود) تمایز قائل شود. مواد ناهمسان‌گرد، مانند مواد معدنی و برخی زیست‌مولکول‌ها، خواص نوری متفاوتی در جهت‌های مختلف تابش نور دارند و به عنوان شکافنده پرتو عمل می‌کنند که در آن پرتوهای نور به دو جزء متعامد برهم تقسیم می‌شوند.
میکروسکوپ نوری قطبیده بیشتر در علوم زمین‌شناسی و بررسی مواد معدنی استفاده می‌شود اما برای مطالعه انواع مواد دیگر نظیر کامپوزیت‌ها، سرامیک‌ها، پلیمرها، نشاسته، و ماکرومولکول‌های زیست‌شناسی نیز کاربرد دارد. این تکنیک هم به‌صورت کیفی و هم کمی قابل استفاده‌است و دستگاهی ارزشمند برای علوم مختلف از جمله زمین‌شناسی، شیمی، زیست‌شناسی، متالورژی و پزشکی محسوب می‌شود.

## ویژگی‌های نور پلاریزه
نور به‌صورت موج‌هایی توصیف می‌شود که در زوایای قائم نسبت به جهت انتشار، ارتعاش می‌کنند. در نور غیرقطبیده یا معمولی، تمام جهت‌های ارتعاش به‌یک اندازه احتمال انتشار دارند. در مقابل آن، در نور قطبیده، ارتعاش فقط در یک جهت خاص صورت می‌گیرد. سیستم بینایی انسان نسبت به جهت ارتعاش نور حساسیتی ندارد و نور قطبیده را تنها از طریق شدت یا اثرات رنگی، مانند کاهش تابش خیره‌کننده با عینک آفتابی با لایه پلاریزه، تشخیص می‌دهد.
نور قطبیده معمولاً از طریق جذب نور در یک محیط با جهت‌گیری‌های ارتعاش خاص تولید می‌شود. برخی از مواد معدنی مانند تورمالین به طور طبیعی این خاصیت را دارند. با این‌حال، فیلم‌های پلاریزه مصنوعی که دکتر ادوین اچ. لند در سال 1932 توسعه داد، به زودی به روش ترجیحی برای تولید نور پلاریزه تبدیل شدند. این فیلم‌ها با استفاده از کریستال‌های سولفات یدوکینین و تعبیه آنها در یک فیلم پلیمری شفاف تولید می‌شوند و با نام تجاری "پولاروید" عرضه شده‌اند. امروزه قطبی‌کننده‌ها در نمایشگرهای کریستال مایع (LCD)، عینک آفتابی، لنز عکاسی و میکروسکوپ‌ها کاربرد گسترده‌ای دارند.

فرایند تولید نور قطبی(پلاریزه)

میکروسکوپ‌ نور قطبیده دارای دو فیلتر به نام‌های قطبی‌کننده(polarizer) و تحلیل‌کننده(analyzer) هستند. قطبی‌کننده زیر نمونه قرار می‌گیرد و معمولاً جهت ارتعاش آن چپ-راست یا شرق-غرب است. تحلیل‌کننده بالای لنزها قرار دارد و جهت ارتعاش آن معمولاً شمال-جنوب است. وقتی هر دو فیلتر در مسیر نور قرار بگیرند و آزیموت‌های ارتعاشی آن‌ها در زوایای قائم باشند، هیچ نوری از سیستم عبور نمی‌کند و میدان دید تاریک خواهد شد.

## اجزای میکروسکوپ نور قطبیده

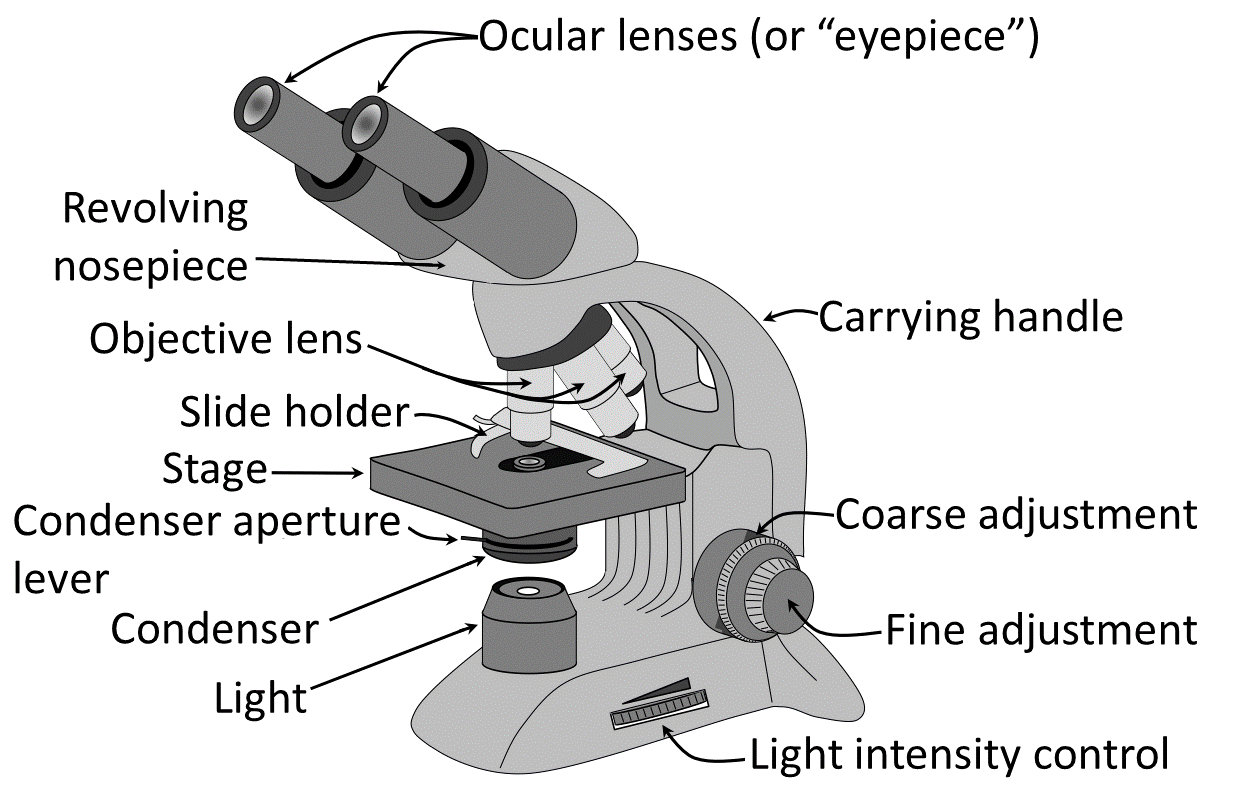
اجزای یک میکروسکوپ نوری

- اجزای یک میکروسکوپ نوریدوران سطح نمونه برای آسانی مطالعات در جهت‌یابی نمونه مورد نظر به‌کار می‌رود و محور چرخش با مرکز میدان دید منطبق می‌شود. برخی مراحل دارای مقیاس ورنی هستند که زاویه چرخش را با دقت اندازه‌گیری می‌کنند.

- فک گردان مرکزگرا (Centerable Revolving Nosepiece) مکانیزمی است که امکان هم‌محوری اهداف را با سطح نمونه و محور نوری فراهم می‌کند و باعث می‌شود ویژگی‌های نمونه در مرکز میدان دید باقی بمانند.

- کندانسورها با لنزهای بدون کرنش (Strain free Condenser) طراحی شده‌اند و برخی از آن‌ها امکان نصب عنصر قطبی‌کننده را زیر دیافراگم فراهم می‌کنند. همچنین دارای لنزهایی هستند که می‌توان آن‌ها را از مسیر نور خارج کرد تا جبهه موج تقریباً موازی ایجاد شود.

- لوله چشمی (Eyepieces) دارای شبکه سیم متقاطع یا گراتیکول هستند که به تمرکز نمونه کمک می‌کنند. این شبکه جایگزین یک شبکه فوتومیکروگرافی نیز می‌شود که برای ترکیب تصاویر استفاده می‌شود.

- لنز برت‌راند (Bertrand Lens) امکان مشاهده صفحه کانونی عقب شیئی را فراهم کرده و تنظیم دقیق دیافراگم و مشاهده الگوهای تداخل نورهای قطبی را ممکن می‌سازد.

- در میکروسکوپ‌ نور قطبیده، یک شکاف برای قرار دادن صفحات جبران‌کننده و عقب‌ماندگی طراحی شده است. این صفحات در افزایش تفاوت مسیر نور قطبی در نمونه مؤثرند.

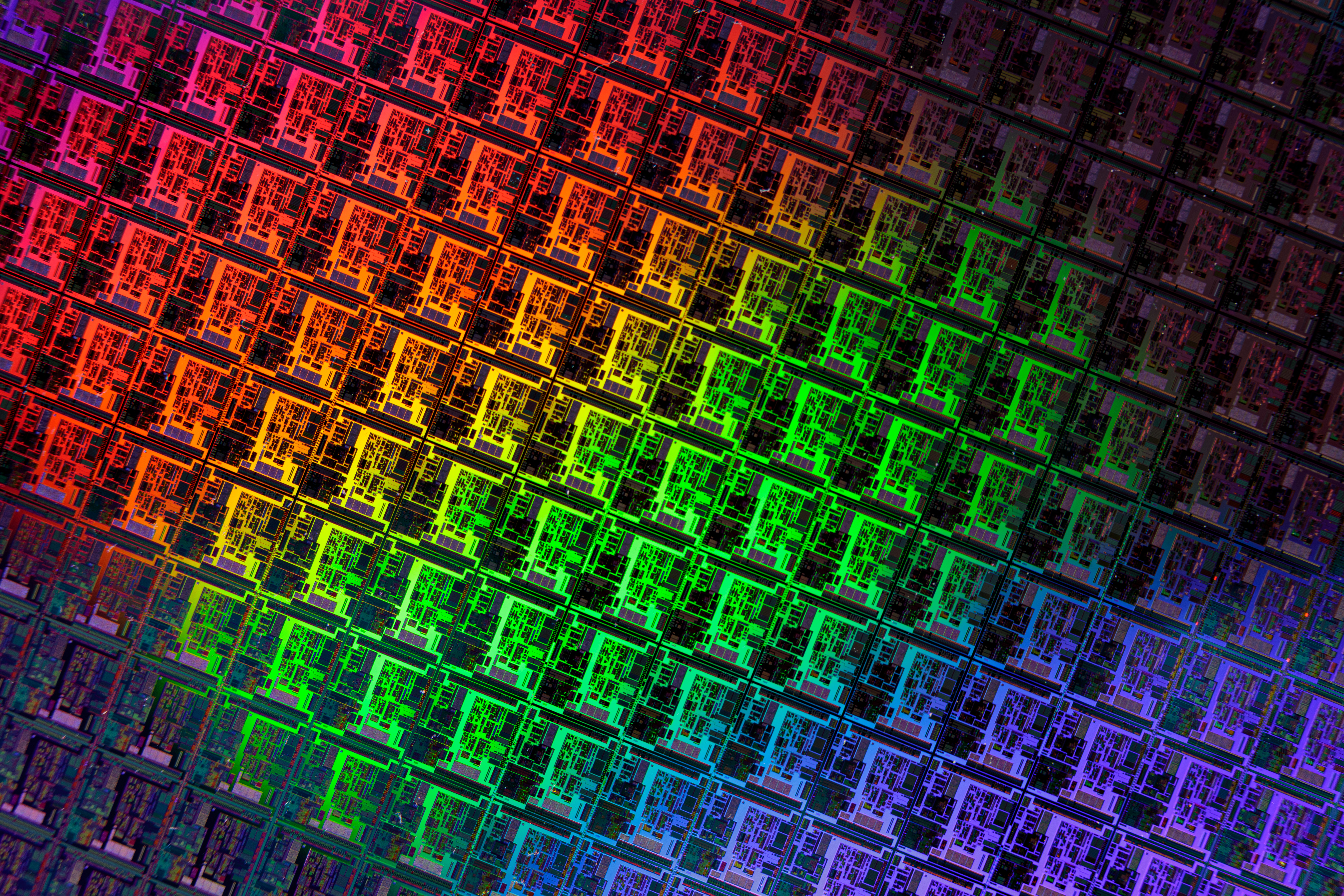
ویفر سیلیکونی

در میکروسکوپ نور قطبیده، نور قطبی به سطح ماده تابیده می‌شود، این نور می‌تواند از سطح ماده منعکس شده یا عبور کند. میکروسکوپ نور قطبیده می‌تواند هم با نور منعکس‌شده و هم با نور عبوری کار کند. نور منعکس‌شده برای بررسی مواد مات مانند سرامیک، اکسیدهای معدنی، فلزات و ویفرهای سیلیکونی به کار می‌رود. این روش نیازمند اهدافی بدون فشار و بدون پوشش است.

## تراز و مسیر پرتو
می‌توان با اضافه کردن حداقل دو جزء به میکروسکوپ نوری معمولی، میکروسکوپ را به میکروسکوپ نور قطبیده تبدیل کرد. برای تشخیص شکست دوگانه (دوشکستی)، باید از نور قطبی خطی برای روشنایی نمونه استفاده شود. بدین منظور، دو فیلتر پلاریزه در مسیر پرتو میکروسکوپ قرار می‌گیرند؛ اولین فیلتر قطبی‌کننده(polarizer) نور قطبیده تولید می‌کند که نمونه را روشن می‌کند، و فیلتر دوم تحلیل‌کننده(analyzer) است، این فیلتر فقط نوری را عبور می‌دهد که به‌واسطه شکست دوگانه با قطبش تغییر چشمگیری کرده باشد.
محورهای انتقال این فیلترها باید با زاویه ۹۰ درجه نسبت به هم تنظیم شوند؛ به‌طوری‌که محور یک فیلتر با محور انتقال دیگری هم‌راستا باشد تا به اصطلاح "موقعیت تاریک" (dark position) ایجاد شود. در این حالت، هیچ نوری به دوربین یا لوله چشمی نمی‌رسد و تصویر تاریک می‌شود. تنظیم "موقعیت تاریک" مرحله‌ای حیاتی در میکروسکوپ نور قطبیده است و تنظیم صحیح آن تضمین می‌کند که تنها نوری که پس از عبور از نمونه دچار تغییر قطبش شده، قابل مشاهده خواهد بود.